# アナログ計算機

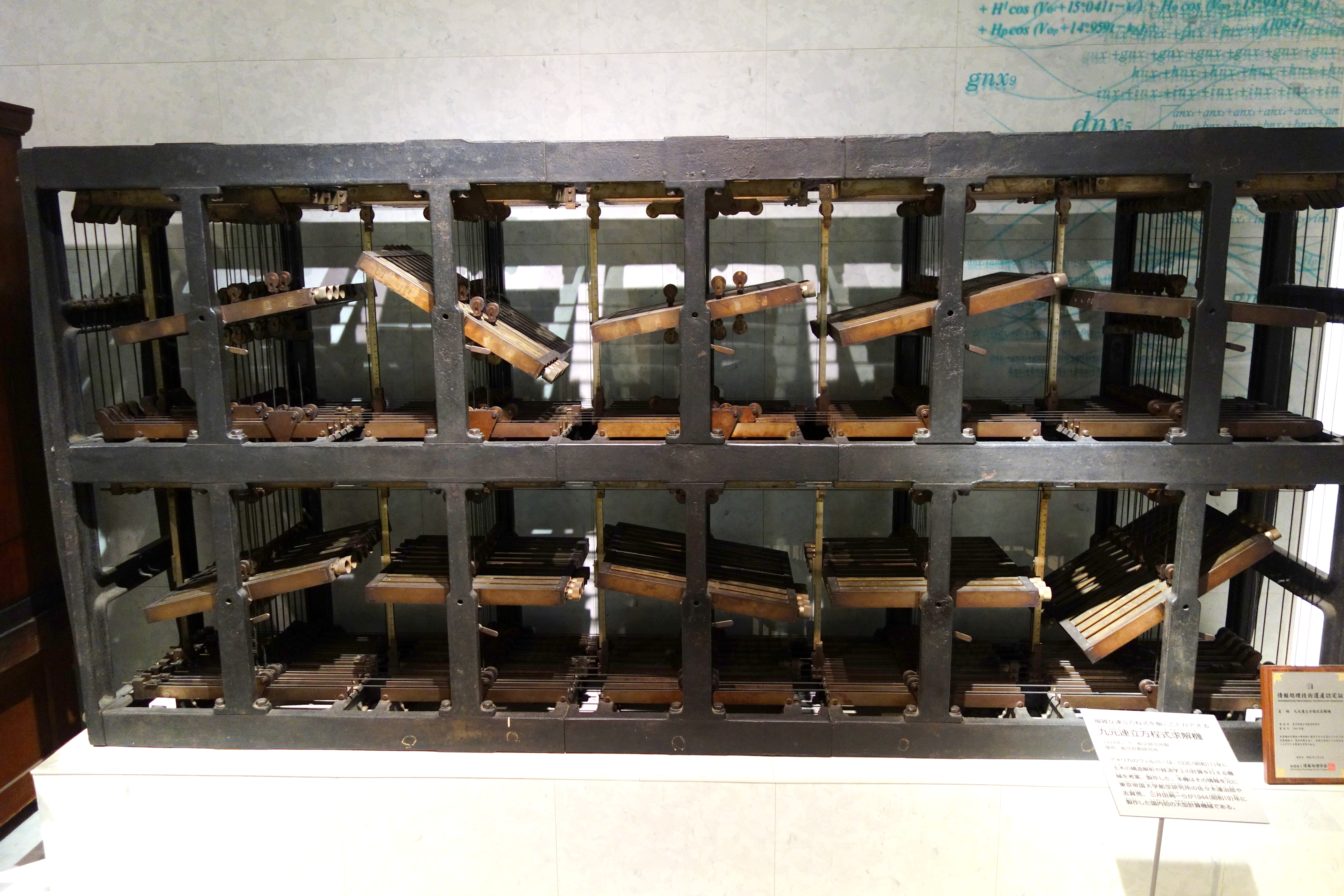
九元連立方程式求解機（国立科学博物館）

アナログ計算機（アナログけいさんき）は、長さ、トルク（力）、電流・電圧などの物理量により実数値を表現し、そういった物理量を別の物理量に写像するように物理現象を組み合わせて演算を実現して、問題を解く機械、「計算機」である。

## 概要
アナログ計算機には用途が固定された完全な専用計算機も多いが、たとえば対象を連立方程式や微分方程式にモデル化し、その方程式を解くというような、ある程度の汎用性があったものもあった。入力と出力にアナログな物理量を用いることが特徴であり、それが定義とも言える（ただし、必ずしも線型的あるいは比例的とは限らない）。一方で、チャーチ＝チューリングのテーゼの観点からは、「計算可能」な計算であればなんであれ計算できるというような能力は、基本的には持たないため「“万能”(universal) なコンピュータ」ではない。その原理のために、取り扱う数値の精度や分解能などは、機械的物理的なダイナミックレンジに影響される。
「デジタル計算機」は物理量を離散的に取り扱い代数学的に計算するのに対して「アナログ計算機」は物理量を連続量として演算を行うという違いがある。例として計算尺は長さを連続量として扱うがゆえ「アナログ」だが、そろばんはそろばん玉を文字通り数え上げることで計算を行うことから「デジタル」である（digitという語の由来が「指」つまり指で数えることに由来するように、長さなどの量ではなく、数をかぞえるようにして計算などを行う、というのが「デジタル」であって、二進法は必須ではない。）。デジタルな計算機については機械式計算機やコンピュータの項などを参照されたい。
アナログ計算機のうち、電子的なアナログコンピュータで「演算関数型」などと分類されるものが汎用の「微分方程式解析表示装置」と呼称された。これは、真空管式演算増幅器で量産商品化されて研究機関、教育機関に広く普及した。物理現象を方程式に表してその物理量を電圧に対応させて入力、演算結果を出力するもので、非線形関数も実現できた。このため、自動車設計など実際の製品の運動方程式や電気回路の過渡現象解析に重用され、汎用商品として量産され、実用された。「その大量普及でアナログ計算機の概念が整理されて、遡って『計算尺はアナログ計算器』といった分類がされるようになった」などと主張する者も居る（→アナログコンピュータ）。

## 歴史
- 古代 - アンティキティラ島の機械が、天体運行を計算するための、ある種のアナログな計算機械だったのでは、とする説がある。
- 1620 - 1630年 - 計算尺が発明される。
- 1876年 - 微分解析機が発明される。1920 - 1930年代に実用開始。
- 1937年 - 1937年に発行された米国特許2,102,671号は、内容にハロルド・ブラック（英語版）による帰還（負帰還）アンプの発明を含んでおり、オペアンプ研究の先駆的な事例とみなされている。
- 第二次世界大戦の前後 - 艦砲や高射砲の砲術のための「指揮装置」（原始的なfire control system）は、機械式のアナログ計算機のような機構を持っていた。
- (同上) - 指揮装置の一種であるが、米軍のM9 gun director（w:M9 gun director）は電子的なオペアンプを利用した先駆的な事例とされている。
- 1950年代 - General Precision Systems が電子式アナログコンピュータを製作。
- 1950年代 - アルバン・ウィリアム・フィリップスがMONIACコンピュータを製作。
- 1963年 - ヒースキットから教育用アナログコンピュータ組み立てキットの「Heathkit EC-1」が発売、「無線と実験」誌グラビアで紹介。

## 分類

### 機械式アナログ計算機

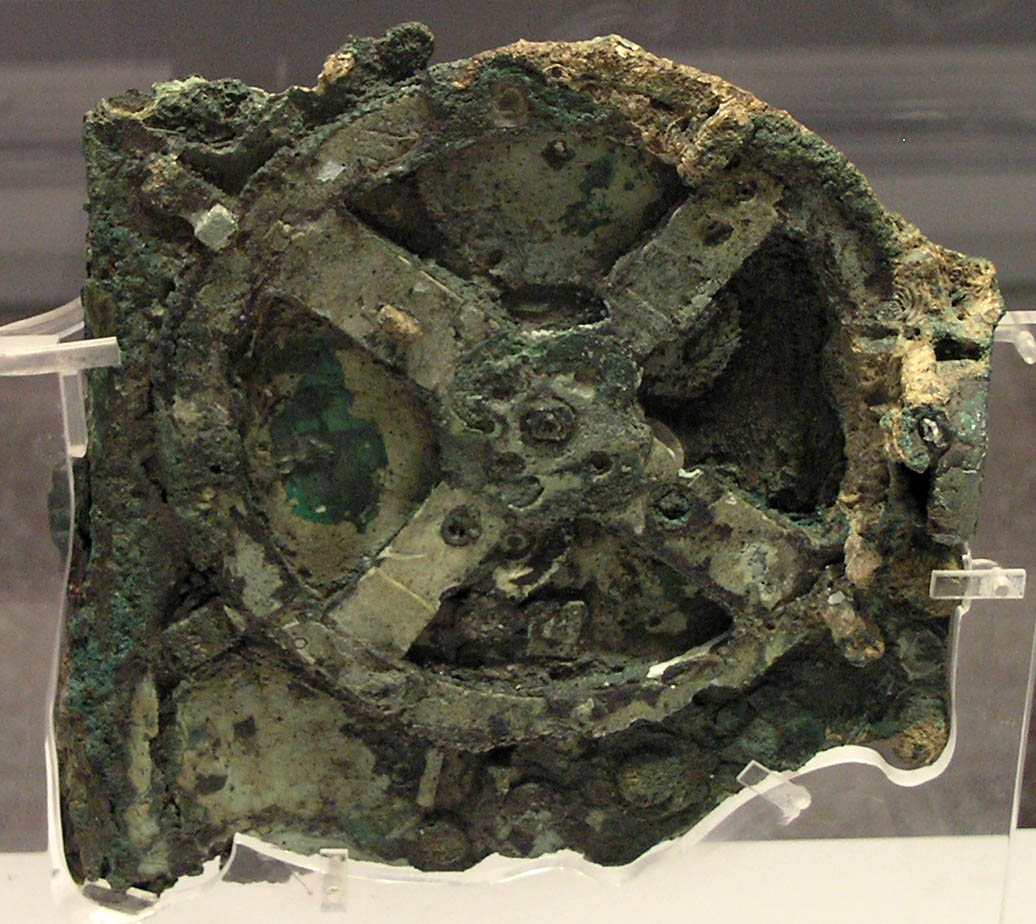
アンティキティラ島の機械（紀元前150-100年頃）

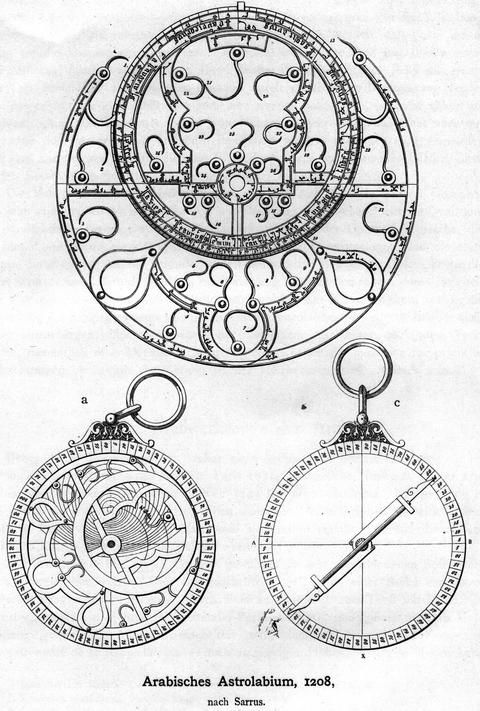
アストロラーベ（1208年、ペルシア）

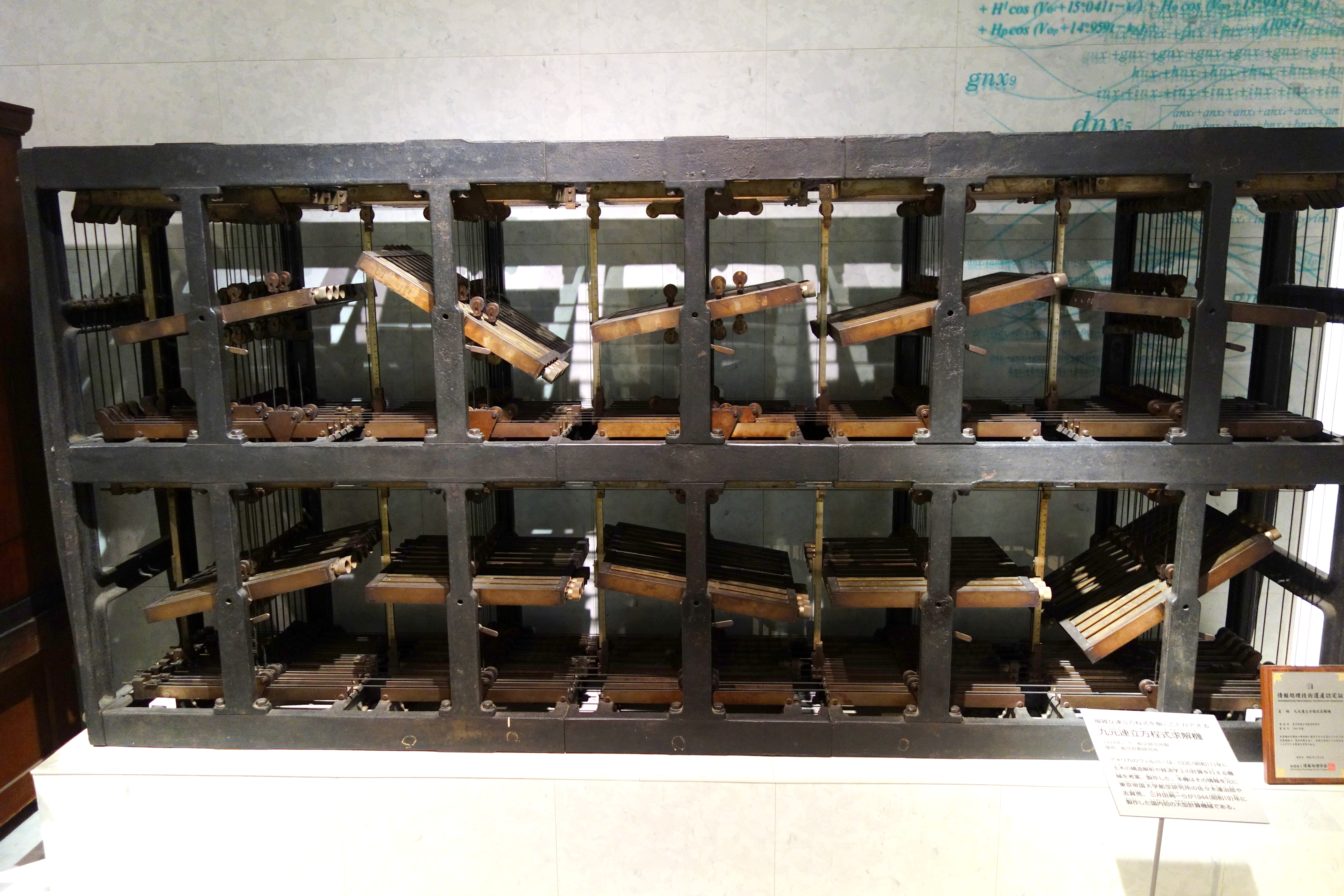
東京帝国大学航空研究所が1944年頃、製作した九元連立方程式求解機（国立科学博物館の展示）

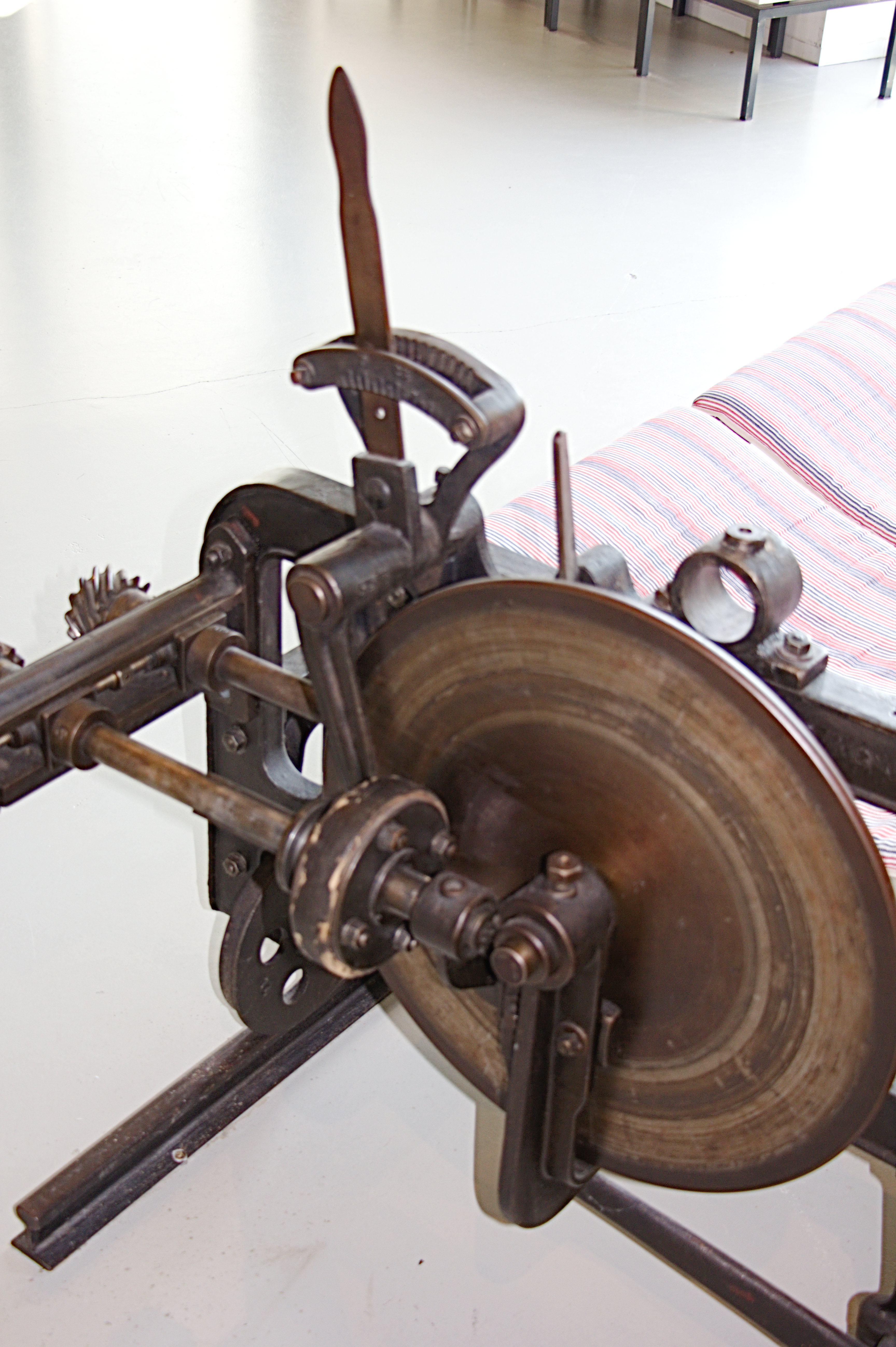
微分解析機

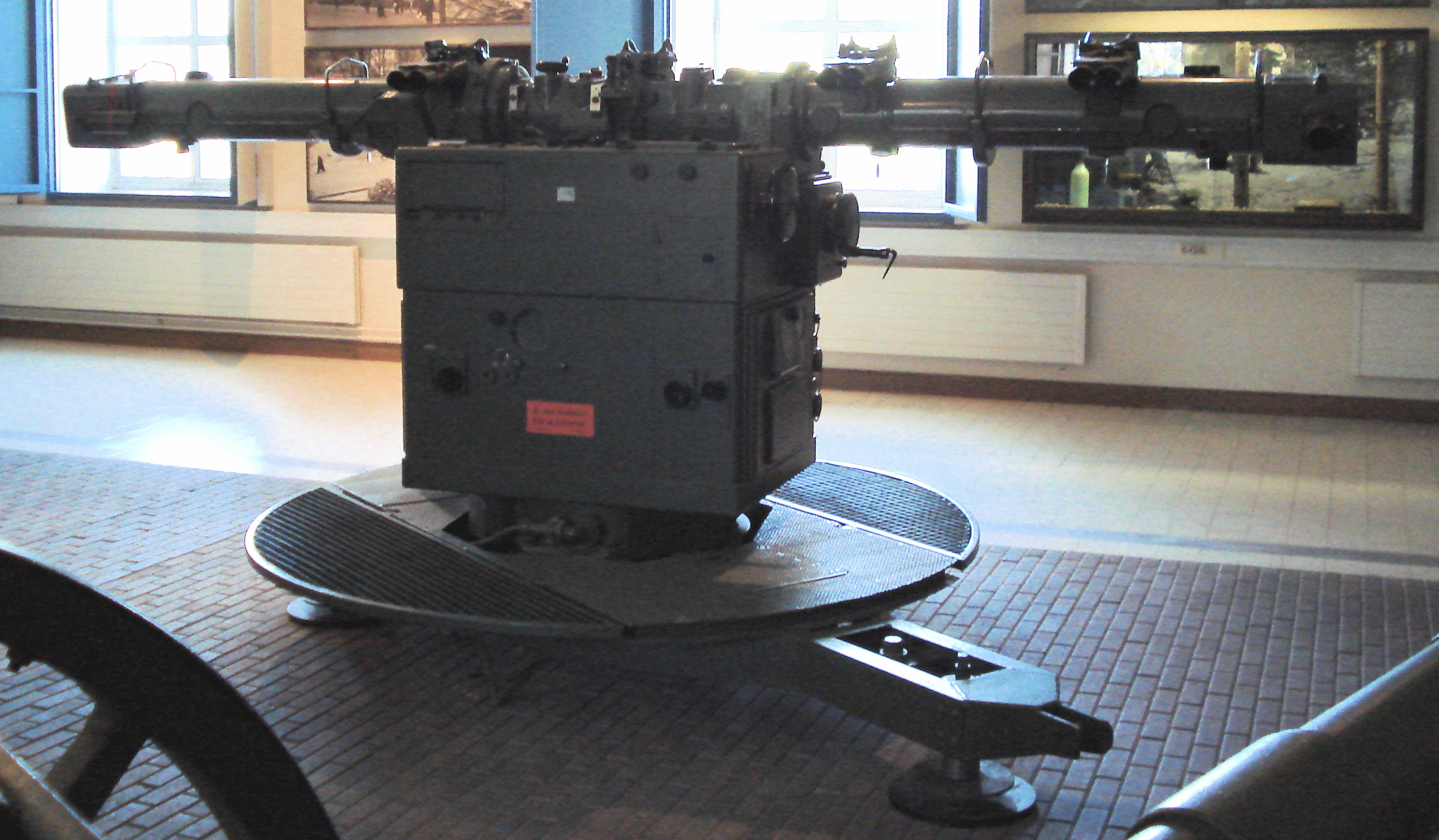
8.8cm FlaK 37に使用されたコマンドゲレート

紀元前3500年頃、影を利用して視太陽時を計測する日時計が古代エジプトで使われていた。オベリスク（方尖塔）もまた、日時計の役割を果たしていた。
起源はさらにその前の古代バビロニアにさかのぼると考えられている。
紀元前16世紀頃のバビロニアや古代エジプトには、水時計が既に存在していたことが知られている。またインドや中国でも古くから存在していた。
記録に残っている歴史上最も古い天球儀は、紀元前255年に古代ギリシアのエラトステネスが作ったものに遡る。
デレク・J・デ・ソーラ・プライスによれば、アンティキティラ島の機械は天体運行を計算するために作られた古代ギリシアの機械式太陽系儀である。クランク（現在は失われている）を回転させると、機構が太陽、月やその他の天体の位置を天動説に基づいて計算する。1901年にアンティキティラの沈没船から回収された。紀元前150-100年に製作されたと考えられている。このような複雑さの機械が再び登場するのは、千数百年以上後の時代になってからのことである。
天球儀は中国でも紀元前1世紀から独自に発展してきた。2世紀の天文学者である張衡は、世界で初めて天球儀に動力を導入している。
4-18世紀頃、イスラムとヨーロッパの天文学では、アストロラーベが天体観測用の機器として用いられた。アストロラーベを発明したのはヒッパルコスと言われることが多く、紀元前2世紀から1世紀のこととされる。用途は多岐にわたり、太陽、月、惑星、恒星の位置測定および予測、ある経度と現地時刻の変換、測量、三角測量、天宮図の作成などに使用された。アブー・ライハーン・アル・ビールーニーは1000年ごろ、世界初の歯車式太陰太陽暦アストロラーベを発明している。1235年には、エスファハーンのアビ・バクルが歯車による暦計算機構を備えたアストロラーベを発明した。
計算尺は、基本原理は固定尺と滑尺という2本の直線ないし円周の長さにより加算を行う器具であるが、対数目盛を利用して「加算により乗算を行う」ことができる。対数は1614年にスコットランドのジョン・ネイピアによって発表され、その6年後にイギリスのガンターが対数尺を考案した。ただしガンターのそれは、長さが幾何的に配置されコンパスを利用して2つの目盛の長さを加減するもので、現在の形式の計算尺、つまり複数の尺をずらして計算する形の計算尺は、1632年にウィリアム・オートレッドにより発明された。便宜のため、通常の対数目盛の他、三角関数等の数種の関数値の対数目盛や、理工学・技術の各専門分野で使う関数の目盛が付けられたものもある。
対数を利用するものではないが、図形の幾何的な性質を計算のために利用した計算器具も広義には計算尺と呼ばれることがある。航空機の航法に利用するものをフライトコンピューターといい、横風による偏角や向かい風による実質的な飛行距離の計算（必要な燃料の量に関係するため非常に重要）などを、軽量でコンパクトかつ操縦中でも容易な操作でおこなえるようになっている。
微分解析機は、積分を利用するいわゆる微分方程式の数値解法を、数値計算の代わりに量を利用したアナログ計算による積分でおこなうような機械である。典型的なものは円板を使った「まさつ車」で積分を行う。1876年、ウィリアム・トムソンの兄ジェームズ・トムソンによって発明された。1927年からH・W・ニーマンとヴァネヴァー・ブッシュがマサチューセッツ工科大学で実用版の製作を開始し、1931年に詳細な報告書を出している。日本では同様の機械は3例が知られており、そのうちの1セットが研究者の異動により最終的に東京理科大学に移され、保存されていた。
東京理科大学は後に「近代科学資料館」にて静態でその微分解析機を展示していたが、2013年から2014年にかけ動態とするための復元プロジェクトが進められ、2015年より動態展示を開始した。動態展示と並列して入出力卓の整備やフロントラッシュ機構の復元などが進められたが、2018年度末の同館の閉館により動態展示は中断した。その後、2019年6月に同学の野田キャンパスに設立・開館した「なるほど科学体験館」で、静態のFACOM201などの展示は再開されており、本機の動態展示（不定期ないし定期での1時間程度のデモンストレーション）の再開も検討されているものと思われる。
1936年には、ジョン・ウィルバーが連立方程式求解機を完成させた。ウィルバーのものは9元までの連立方程式の数値解が得られるもので、世界で数台の同種の機械が製作されたとされている。日本で製作されたものが唯一の現存機とされ、国立科学博物館で常設展示されている。2008年度「情報処理技術遺産」認定。（2015年現在、動態ではない）
20世紀前半には目的に応じた専用の計算機が開発されるようになった。ドイツではこのような専用機は「コマンドゲレート（Kommandogerät:指令装置）」と呼ばれ、8.8cm FlaK 37の射撃統制システムやBMW 801のエンジンコントロールユニットに使用されていた。
1947年、物理学者エンリコ・フェルミは中性子に関する研究のためにアナログ計算機FERMIACを開発した。

### 電子式アナログ計算機

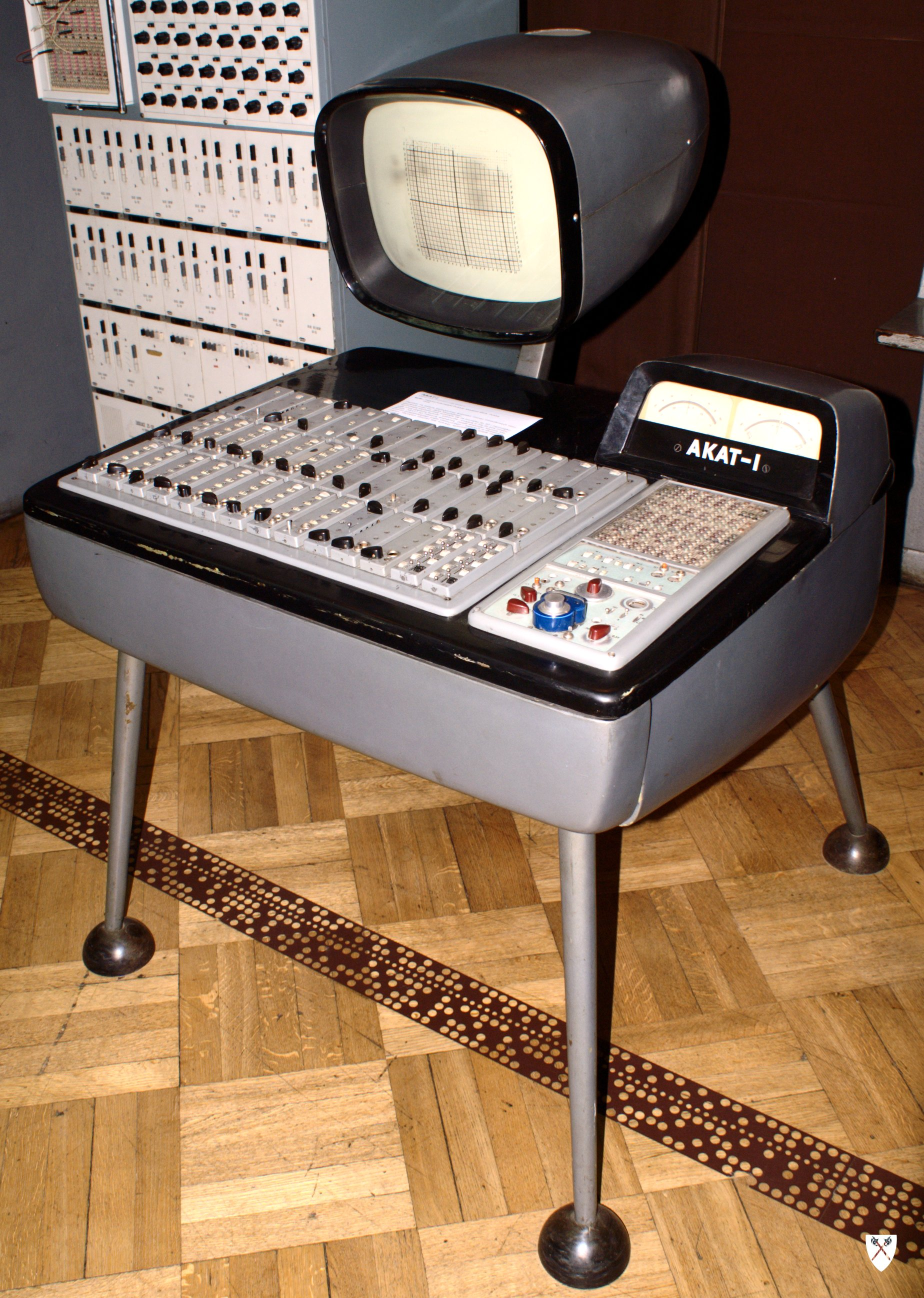
ポーランド製アナログコンピュータ AKAT-1

日本では「電子式計算機を指してコンピュータとする」ということがあるため、電子式アナログ計算機を「アナログコンピュータ」とすることがある。以降の節では主としてこの電子式アナログ計算機（ないしアナログ電子式計算機）すなわちアナログコンピュータについて述べる。

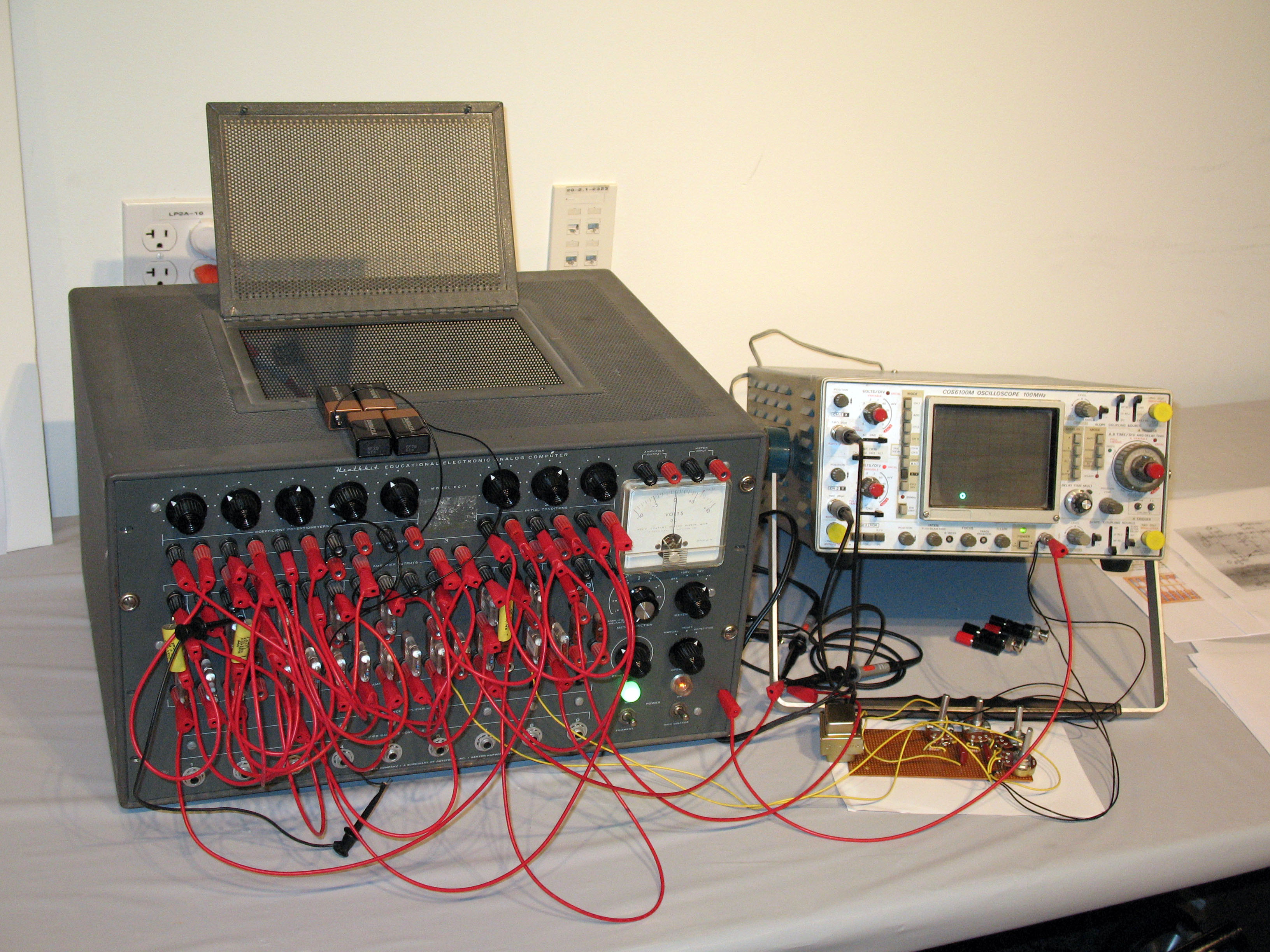
ヒースキットEC-1アナログ計算機

MRK過渡現象解析＠アナログ計算機

アナログコンピュータは、演算増幅器、コンデンサー、抵抗、ポテンショメーター、ダイオードなどを用いて（この回路が縮小・集約されたのが集積回路）、積分器、加算器、符号反転器、係数器あるいは乗算器、非線形函数発生器などの演算要素を構成して、これを組み合わせて方程式を構成、初期条件を与えて解を求めるもので、微分方程式を解くのに多く用いられる。多くの場合、反転増幅器と抵抗、コンデンサーを用いて加算器兼符号反転ミラー積分器を構成する。
演算結果の表示器として、ペン書き記録計を利用するものを「低速型」、オシロスコープなどCRTに繰り返し描画させるものを「高速型」「繰り返し型」と呼んだ。CRT表示ではちらつき回避に毎秒25回程度以上の繰り返しが必要となり、その繰り返し時間より長時間の現象は時間軸変換をして演算表示させた。
機械系、電気系を問わず物理現象を方程式に現して座標軸換算を行いアナログ計算機に方程式をセットして演算を行い、その結果を元の物理量に引き直して読み取るものである。実用上、演算増幅器の使用可能周波数範囲が広く取れないので、高域特性を求められる微分器を汎用に用いることはなく、微分方程式は積分器を使うよう式展開して使うのが普通である。
質量・バネを使ったシステムを考えてみる。物理的にシステムを作るには、まずバネ・おもりを接続して適当な定着装置で固定し、適当な入力範囲に対応できる試験装置をつけて、最後に実測する。
電気的に等価なものは、増幅装置（オペアンプ）と受動線形部品で構成できる。回路内では、質量にあたるものはポテンショメータで調節できる。このような電気的システムは、物理システムの類推であることからアナログコンピュータと呼ばれる。
これらは条件毎に現物を試作して確かめるよりも安価、安全に構築でき、簡単に変更可能で網羅的な条件で模擬的な検討が可能となる。また電子回路はシミュレート対象の機械系システムよりも高速に動作することが多いため、シミュレーションは実時間以上に高速化され、即座に結果が得られる。欠点はダイナミックレンジ（最大出力/雑音レベル）によって変数の範囲が限られることである。
連立方程式求解機の原理は、そのままオペアンプにより電気回路（電子回路）に置き換えることができる。また、微分解析機のような微積分にはキャパシタンスやインダクタンスが利用できる（精度は相対的なものもあり課題次第である）。
なお、微分解析機の原理をそのままデジタル化し専用の電子機器としたものがDDA（en:Digital differential analyzer）である。DDAは汎用デジタルコンピュータにプログラム（ソフトウェア）で実装することもある。
エレクトロニクスを利用したデジタルコンピュータは1940年代に誕生したが、本格的に成長したのは1960年代であり、1950年代にはアナログによるものも多く作られた。以下にそれらをだいたい時間順に挙げる。
カリフォルニア工科大学のギルバート・D・マッキャン、チャールズ・H・ウィルツ、バート・N・ロカンシーが "Direct Analogy Electric Analog Computer" を作り、それを使ったサービスを事業化するため1950年 Computer Engineering Associates を創業した。
1950年、力学系の解析・設計用のアナログコンピュータ Cyclone が作られた。
1951年、電子回路などでニューラルネットワークをアナログ的に実装した SNARC（en:Stochastic neural analog reinforcement calculator）を、マービン・ミンスキーと Dean Edmonds が作った。
1952年、RCAがアナログコンピュータ Typhoon を作った。真空管4000本、ダイヤル100個、プログラミング（配線）用コネクタ6000個などで構成されている。
1958年、アナログコンピュータを使った（コンピュータ）ゲーム Tennis for Two が作られた。
1963年、ヒースキットは199ドルの教育用繰り返し型アナログコンピュータ EC-1 を発売した。これは、演算増幅器オペアンプ9基を含む部品をパッチコードで配線して使用する形のものであるが、オペアンプが9基あるので2階の微分方程式2組の連立を構成可能で、減衰振動解、臨界制動、過制動解、単振動解（正弦波発生）、結合共振回路などを見ることができた。主構成としては、5極3極管である6U8単管で演算増幅器を構成、双2極管6AL5で待機時の電位クランプを行い、マルチバイブレター発振器により交流電源周波数前後で演算を繰り返すものだったから、機械系解析では特に時間軸スケール変換が必須だった。
コンピュータグラフィックスのためのアナログ専用計算機と言える、スキャニメイトのような例もある。
アナログ計算機は、いわゆる電子計算機の能力の低い時代において複雑な要素を、文字通り「類似モデル（アナログ）」でモデル化して直接計算できる特徴があった。1957年、国鉄の鉄道技術研究所にて日本初の運転曲線作成システムとなる「列車シミュレータ」をアナログ計算機を用いて実現し、各列車の加速力曲線、こう配別速度距離曲線など運転性能曲線や、列車の運転曲線等の作図に威力を発揮した。これらは新規開発のキハ80系特急形気動車など、ダイヤ改正で新規投入された列車のダイヤ作成に一役買った。なお列車シミュレータはデジタルコンピュータの能力向上に伴いデジタル計算機に置き換えられていった。

## ハイブリッドコンピュータ
デジタルコンピュータとアナログコンピュータの組合せは、ハイブリッドコンピュータの代表例のひとつである。ハイブリッドコンピュータは正確だが精度の低い「シード」値をアナログコンピュータで生成し、それをデジタルコンピュータの反復プロセスに入力して必要な精度を得る。3 - 4桁の高正確度なシード値を用いることで、反復回数が劇的に低減され、結果として必要な精度の計算にかかる時間が低減される。また精度がそれほど重要でない場合、非線形の微分方程式を解くのにアナログコンピュータを使うようなハイブリッドコンピュータも存在する。いずれにしてもハイブリッドコンピュータは特定の種類の問題を解くにあたり、デジタルコンピュータより遥かに高速で、アナログコンピュータより遥かに正確である。ゆえにリアルタイム性と正確性の両方が要求される分野に適している（例えばフェーズドアレイレーダーや気象など）。

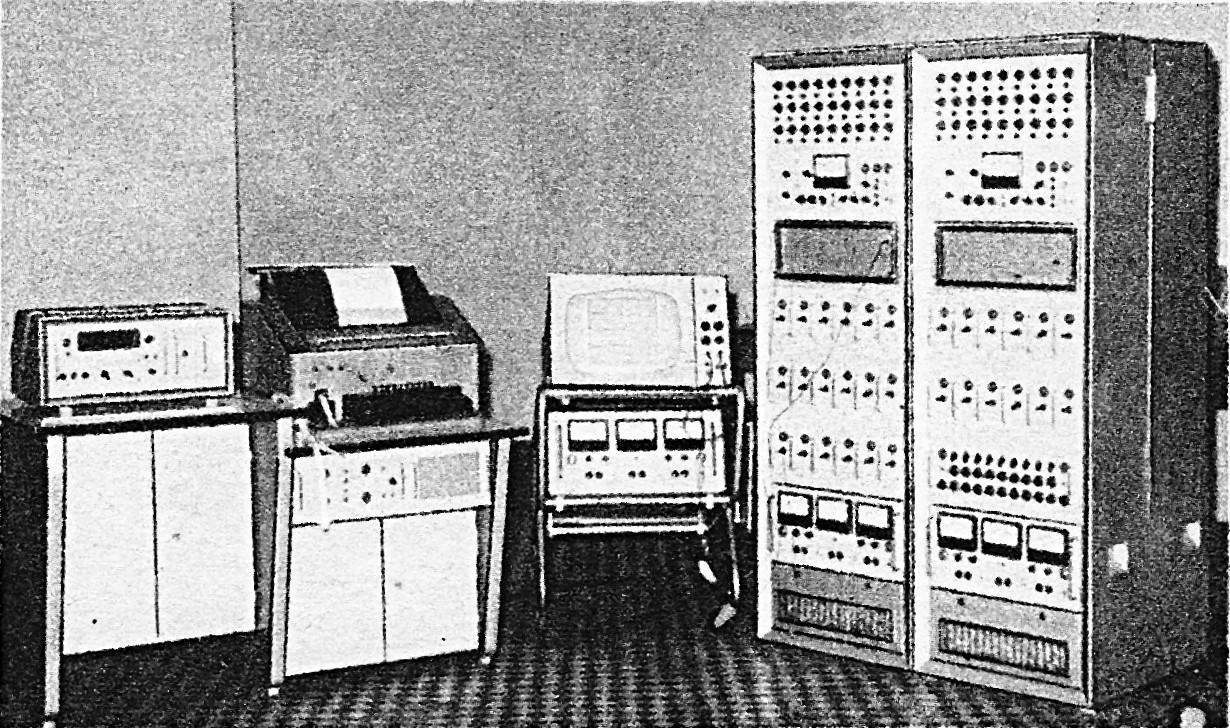
ポーランドのアナログコンピュータ ELWAT

## アナログコンピュータの機構
アナログコンピュータでの計算は、抵抗・電圧などを測定することでなされることが多い。1例として電流を利用した2数の加算を説明する。まず、2つの可変電流源を用意する。第1の値は第1の電流源を調整することで設定される（つまり x mAに設定）。そして第2の値に第2電流源を設定する（y mA）。これを並列接続してほどほどの抵抗値の抵抗器に接続し、抵抗器の反対側を接地とすれば、抵抗器に x+y mA の電流が流れる（キルヒホッフの法則参照）。
電気の属性を使ってアナログコンピュータを構築するのは、計算が実時間（実際にはオペアンプのゲイン帯域幅で制限される）で行われ、デジタルコンピュータのような遅延が生じないためである。この特性を使うとデジタルコンピュータにはやや難しい積分の計算なども簡単にできる。積分はコンデンサーを使って電流（時間の関数としての電荷）を積分した電圧に変換することで計算する。
非線形関数とその計算は関数発生器（ダイオード（PN接合の指数関数特性や単方向特性））・FET（スイッチとして）・ツェナーダイオードと抵抗器・コンデンサー・コイル（ただしインダクタはシミュレートできるので、アナログコンピュータでコイルが直接使われることは稀である）を様々に組み合わせた装置）である程度の精度で実施できる。例えば電流をダイオードで対数の電圧に変換できる。これを利用して電流を対数の電圧に変換して加・減算し、ダイオードで逆対数変換することにより乗・除算できる。ダイオードの単方向特性を利用して絶対値を計算したり、FETをスイッチとして使いキャパシタに電荷を蓄積・保持させることで電圧を一定時間保持させたり最大・最小値を求めたりすることが出来る。ツェナーダイオードなどで電圧を制限した正帰還増幅器でヒステリシス特性を作ることもできる。

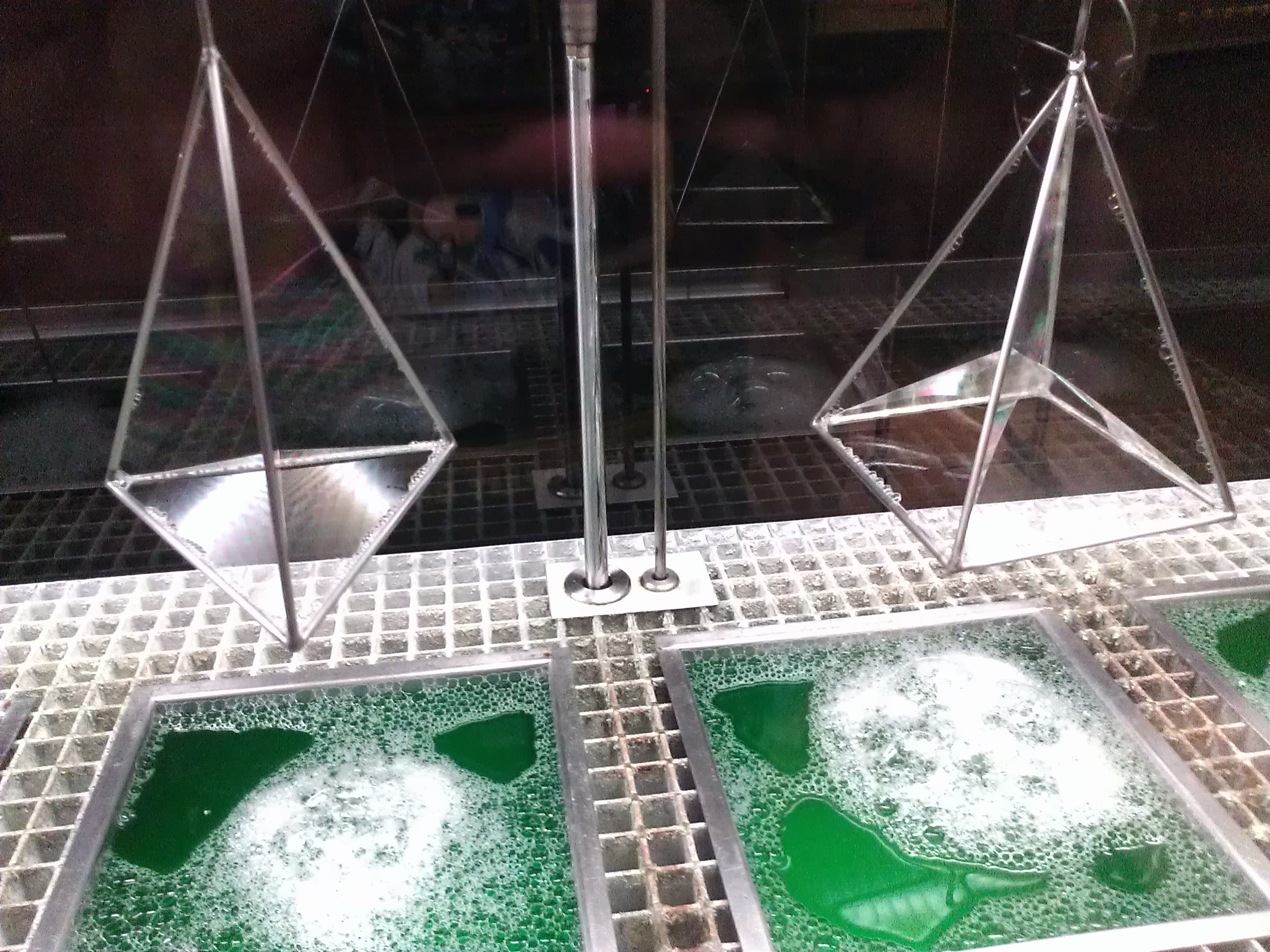
表面張力によりシャボン膜は自然に極小曲面になる。

計算可能な物理プロセスは、アナログコンピュータとして利用できる。たとえばアナログ計算の概念を示すものとして、スパゲッティをソートすべき数値の集まりとみなしたり（スパゲッティソート（en:Spaghetti sort））、ゴムバンドを点の集合の凸包を探すのに使ったり、シャボン膜を極小曲面（en:Minimal surface）を求めるのに使ったりといったことが挙げられる。
ある系をアナログコンピュータと呼ぶには、要求する数値が全て計測されうる事が必要である。例えば、風洞による実験を全ての状況に置いてアナログコンピュータと言い張るには無理がある。理由は、マッハ数やレイノルズ数等の数値は風洞実験における計測値を元に算出される値だからである。マッハ数やレイノルズ数を解として要求するならば、その解を直接計測出来る系を別途作る必要がある。

### アナログコンピュータの部品

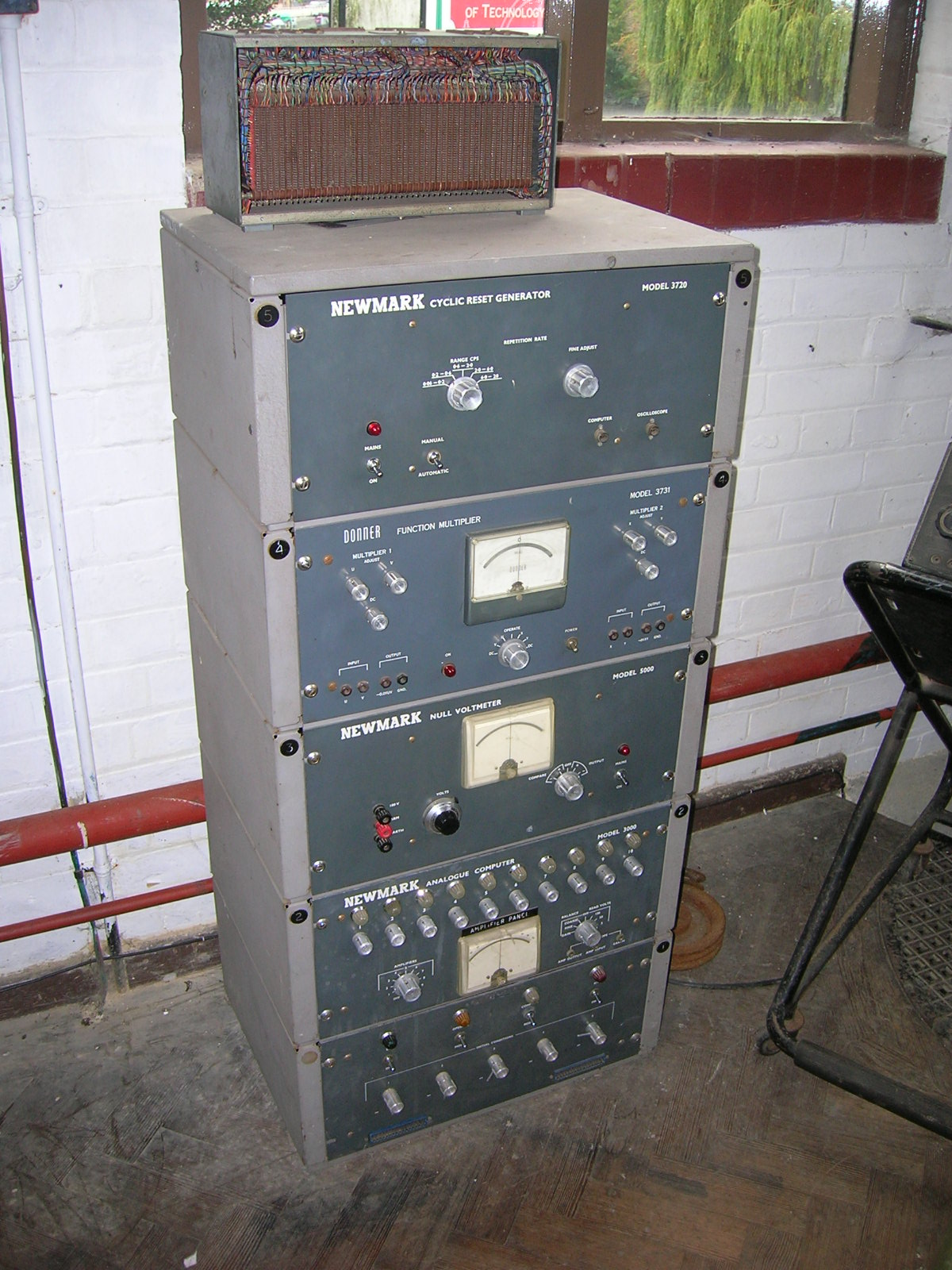
Newmark アナログコンピュータ (1960)。5つの装置で構成されており、微分方程式を解くのに使われた。ケンブリッジ技術博物館にある。

アナログコンピュータは複雑なフレームワークを持つことが多いが、計算に必要な根本的な電子部品は以下のようなものである。
- オペアンプ（演算増幅器）
- 抵抗器
- コンデンサー
- ポテンショメータ
- ダイオード（2極真空管、半導体）

などにより積分器、加算器、係数器、符号反転器、固定関数発生器（折れ線、不感域、飽和、片効き、乗算、対数、遅延）など必要な演算要素を構成して、方程式として組み立てる。
オペアンプの電気的特性から動作範囲の広い微分器は構成困難であり、方程式自体を積分器で構成できるように整理する。
電気を使ったアナログコンピュータで使われる主な数学的な操作は以下の通りである。
- 総和
- 逆元
- 冪乗
- 対数
- 積分 (主に時間軸で)
- 微分（同様に時間軸で：式を積分形に変換）
- 乗算と除算

## 限界
一般に、アナログコンピュータはいくつかの効果によって制限される。理論的に扱える制限もあれば、機械工作や電子部品の精度や限界といった実際上の制限もある。アナログ信号は直流成分・交流成分・周波数・位相に分解される。これらの成分の現実の特性上の制限によってアナログコンピュータは制限される。その制限としてノイズフロアや半導体部品の非線形性や寄生インピーダンス、電荷の蓄積が有限であることなどが挙げられる。
わかりやすい例としてキャパシタを挙げるならば、理想的なキャパシタには耐圧というようなパラメータは無いため、電圧に応じた電荷が溜まるものとして扱われる。現実のキャパシタは（アナログコンピュータに限らず）過大な電圧を掛ければ壊れる。
いわゆる「高速型」のアナログコンピュータの場合は、電子回路に電流が流れる初期の過渡応答の遅延のみで処理が完了するため高速である、といった利点があるため、信号処理などには、いわゆるデジタル信号処理よりも適している場合もある。連続した入力に対する応答として対象をモデル化するようなものでは、速度はその回路次第である。「低速型」と呼ばれるものは、機械式アナログ計算機の微分解析機などと同様に、低速である。

## 最近の研究
デジタル計算が非常に一般化している一方、アナログ計算に関する研究を行っている研究者は数えるほどしかいない。米国ではジョナサン・ミルズが拡張したアナログコンピュータを使った研究を行っている。ハーバード・ロボティクス研究所でもアナログ計算が研究分野となっている。Comdynaというアメリカの企業は今も小型のアナログコンピュータを製造している。Lyric Semiconductor という企業の誤り訂正回路は、アナログの確率的信号を使っている。
アメリカ国防高等研究計画局（DARPA）は限られたバッテリー容量から、消費電力の少ないアナログコンピュータに期待し、UPSIDEというプロジェクトに投資した。無人機制御用の画像処理は高い精度を必要としないためである。

## 実例
以下は、実際に開発され実用に供されたアナログ計算機の例である。
- 日時計
- 水時計
- 天球儀
- 太陽系儀
- アストロラーベ
- 天文時計
- トルクエタム
- 計算尺
- 微分解析機
- MONIACコンピュータ
- ノモグラム
- ノルデン爆撃照準器
- コマンドゲレーテ
- オペアンプ
- プラニメータ
- 射撃盤
- カメラの自動露出機構
- スキャニメイト
- 潮位予測器（英語版）[26]

アナログシンセサイザーは一種のアナログコンピュータとみなすこともできる。その技術にはアナログコンピュータの技術から生まれたものが含まれている。
アメリカ合衆国におけるアナログコンピュータのユーザー協議会として Simulation Council があった。かつては The Society of Modeling and Simulation International という名称でも知られていた。この団体の1952年から1963年までのニュースレターがオンラインで公開されており、当時のアナログコンピュータ事情がうかがえる。

## 理想のアナログコンピュータ
理論家は理想のアナログコンピュータを実数計算機と呼ぶ（実数全体を扱えることから、そのように呼ばれる）。それに対してデジタルコンピュータは信号を有限の値に量子化するため、有理数の範囲しか扱えない（無理数は近似的に扱う）。このような理想的なアナログコンピュータは理論上はデジタルコンピュータで扱えない問題も解くことが出来る可能性がある。しかし、実際のアナログコンピュータは主にダイナミックレンジの問題のために理想には程遠い。